# Roland Schär
Roland Schär (Oensingen, 1 de julho de 1950) é um ex-ciclista de estrada suíço. Competiu nos Jogos Olímpicos de Verão de 1972 em Munique, onde foi integrante da equipe suíça de ciclismo que terminou em oitavo lugar na prova de 100 km contrarrelógio por equipes.
Pai do também ciclista olímpico Michael.